# Révfülöp
Révfülöp je obec v Maďarsku v župě Veszprém. Leží na severním pobřeží Balatonu.
Rozkládá se na ploše 10,36 km² a v roce 2024 zde žilo 1 242 obyvatel.